# Cussay
Cussay é uma comuna francesa na região administrativa do Centro, no departamento Indre-et-Loire. Estende-se por uma área de 26,24 km². Em 2010 a comuna tinha 581 habitantes (densidade: 22,1 hab./km²).

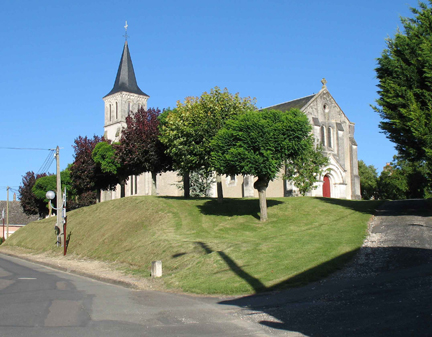
Cussay